# The Goodness Paradox
The Goodness Paradox: The Strange Relationship Between Virtue and Violence in Human Evolution (La Paradoja de la Bondad: La Extraña Relación Entre la virtud y La Violencia en la Evolución Humana) es un libro del  primatologo británico Richard Wrangham.
Wrangham argumenta que los humanos se han seleccionado según un proceso de autodomesticación similar a la cría selectiva de zorros descrita por Dmitry Belyayev, una teoría primero propuesta por Johann Friedrich Blumenbach ya en 1800. Darwin discrepó de ella pues hacía sombra a su teoría de la evolución.
Según el paleoantropólogo John D. Hawks, Wrangham sigue los estudios de Kenneth A. Dodge al dividir la agresión humana en dos tipos. El primer tipo, «la agresión reactiva» es cuando los individuos atacan en respuesta a una (pequeña) provocación. El segundo tipo, «la agresión proactiva» está planeada, premeditada, e implica tácticas de ataque deliberadas. Para explicar su idea, Wrangham invitó a sus lectores a imaginar un vuelo de aerolínea comercial. Otros primates no humanos, reducidos a tal espacio reaccionarían matandose entre ellos. Los humanos no, porque  tienen comparativamente una tendencia muy baja a agresión reactiva. Pero la agresión proactiva, en contraste, está tan altamente desarrollada en humanos que  tenemos que elaborar medidas de seguridad para impedir que terroristas derriben el avión.
Wrangham Ofrece una perspectiva nueva en un tema que fue investigado notablemente por Konrad Lorenz y Erich Fromm.